# Colorado Charlie (film)
Pour plus de détails, voir Fiche technique et Distribution.
Colorado Charlie est un western spaghetti italien sorti en 1965, réalisé par Roberto Mauri, sous le pseudonyme de Robert Johnson.

## Synopsis
Le shérif Wild Bill Danders a fait son temps à Springfield et veut maintenant se retirer de son poste. Sa femme Nora et son enfant sont des raisons de vivre suffisantes pour lui. Cependant, lorsque son adjoint Jim est abattu par le célèbre hors-la-loi Colorado Charlie et sa bande, il change d'avis. Lorsque les bandits menacent sa petite famille, il remet son étoile et règle ses comptes avec les criminels.

## Fiche technique
- Titre français : Colorado Charlie ou Colorado Charly (La loi de l'Ouest)[1]
- Genre : western spaghetti
- Réalisation : Robert Johnson
- Scénario : Nino Stresa
- Musique : Gioacchino Angelo
- Photographie : Edmondo Affronti
- Montage : Marcello Malvestito
- Effets spéciaux : Armando Grilli
- Décors : Giuseppe Ranieri
- Costumes : Giordano Ferrari
- Maquillage : Giovanni Amadei, Gloria Cravati
- Production : Francesco Paolo Prestano pour European Films Productions
- Pays :  Italie
- Durée : 85 min
- Année de sortie : 1965
- Format d'image : 2,35:1
- Distribution en Italie : European Films Productions (Indipendenti regionali)
- Date de sortie en salle en France : 16 février 1966[1]

## Distribution
- Jacques Berthier (sous le pseudo de Jack Berthier) : « Wild Bill »
- Livio Lorenzon (sous le pseudo de Charlie Lawrence) : Colorado Charlie
- Brunella Bovo (sous le pseudo de Barbara Hudson) : Nora
- Andrea Aureli (sous le pseudo d'Andrew Ray) : juge
- Gerlando Martelli (sous le pseudo de Roland Wilde) : Tim
- Luigi Batzella (sous le pseudo de Paul Solvay) : Pedro
- Luigi Ciavarro (sous le pseudo de Louis Chavarro) : Peter
- Alfredo Rizzo (sous le pseudo d'Alfred Rice) : Sam, l'ivrogne
- Erika Blanc (sous le pseudo d'Erika Withe) : chanteuse du saloon
- Mimmo Poli (sous le pseudo de Johnny Lernan) : Jack, barman à Springfield
- Nando Angelini (sous le pseudo de Fernand Angels) : George
- Giuseppe Addobbati (sous le pseudo de John Mc Douglas) : Hogan, shérif de Little River
- Ugo Sasso (sous le pseudo de Hugo Arden) : père de Nora
- Lina Alberti (sous le pseudo de Gladys Richener) : Mary
- Alberto Cevenini (it) (sous le pseudo d'Anthony Ross) : Dick
- Giorgio Cerioni (sous le pseudo de George Cerioni) : James, shérif de Springfield